# Mamie Gummer
Mary Willa "Mamie" Gummer (3 de agosto de 1983) é uma atriz estadunidense, filha da também atriz Meryl Streep e do escultor Don Gummer.

## Biografia
Apelidada de "Mamie" desde a infância, Gummer cresceu em Los Angeles e em Connecticut, junto de seu irmão mais velho Henry e suas duas irmãs mais novas, Grace e Louisa. Estudou Comunicação e Teatro na Northwestern University, graduando-se em 2005, antes de estrear na Broadway e seguir a carreira nos palcos.
Em 2007, Mamie estrelou o filme Ao Entardecer (Evening), no qual interpreta a versão jovem da personagem de sua mãe. O filme é uma adaptação do romance homônimo de Susan Minot e conta com estrelas como Vanessa Redgrave, Natasha Richardson, Toni Collette, Glenn Close e Claire Danes no elenco, além de Meryl Streep. Também fez parte do elenco do seriado Emily Owens M.D.  que estreio em 2012 pelo canal CW, onde interpretou a atriz principal no papel de Emily, uma recém formada médica.

## Filmografia
. The Good Wife (2009) T1E13
- Side Effects (2013)
- The Lifeguard (2013)
- He's Way More Famous Than You
- The Ward (2011)
- Taking Woodstock (2009)
- The Loss of a Teardrop Diamond (2008)
- All Saints Day (2008)
- John Adams (2008)
- Stop-Loss (2008)
- Evening (2007)
- The Hoax (2006)
- Reservations (2003)
- Heartburn (1986)